# Diocèse d'Honolulu
Le diocèse d'Honolulu (en latin : dioecesis Honoluluensis) est une circonscription ecclésiastique de l'Église catholique couvrant les îles Hawaï, aujourd'hui état des États-Unis. Le vicariat apostolique créé en 1846 et confié aux missionnaires picpuciens devient diocèse d'Honolulu en 1946.

## Territoire
Le diocèse d'Honolulu couvre l'intégralité de l'archipel d'Hawaï. Il comprend l'État d'Hawaï et les îles Midway (inhabitées).

## Histoire

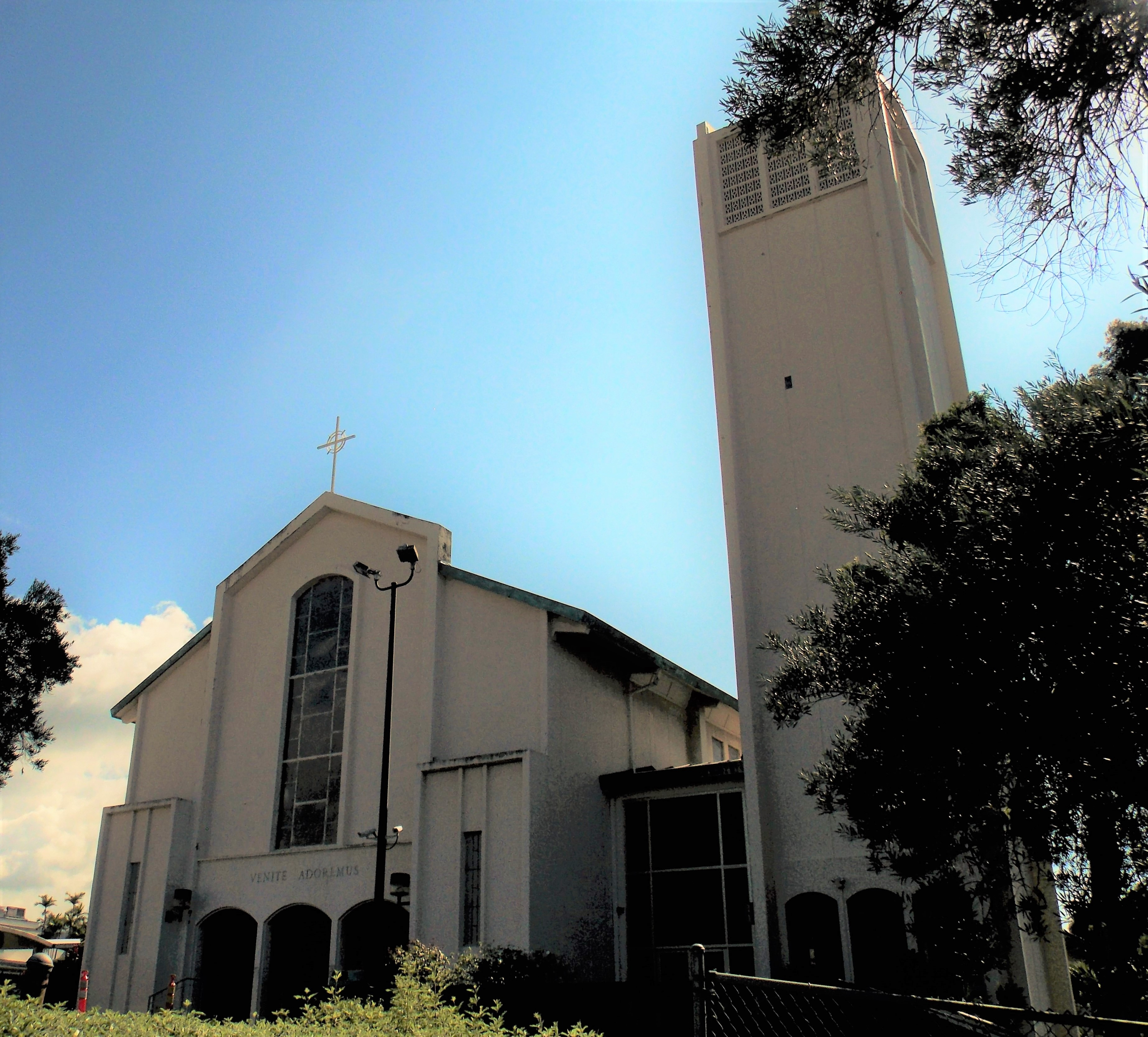
La cocathédrale Sainte-Thérèse-de-l'Enfant-Jésus.

Le 'vicariat apostolique des Îles Sandwich' est créé en 1846 puis deviendra 'Vicariat apostolique des îles Hawaï' en 1848. Comme territoire missionnaire il est confié aux missionnaires des Sacrés-Cœurs de Jésus et Marie avec le missionnaire français Louis-Désiré Maigret comme premier vicaire apostolique. A cette époque Hawaï est un royaume indépendant.
L’Église catholique s'y étant développée et les catholiques formant près d'un cinquième de la population le vicariat est érigé en diocèse par le pape Pie XII (25 janvier 1941): le diocèse d'Honolulu, ville capitale des îles Hawaï.

## Ordinaires

### Vicaires apostoliques
- 11 septembre 1846 - † 11 juin 1882 : Louis-Désiré Maigret, picpucien, vicaire apostolique des Îles Sandwich (1846-1848) puis des Îles Hawaï (à partir de 1848) ;
- 11 juin 1882 - † 22 février 1892 : Herman Koeckemann (en), picpucien, vicaire apostolique des Îles Hawaï ;
- 3 juin 1892 - 4 janvier 1903 : Gulstan Ropert, picpucien, vicaire apostolique des Îles Hawaï ;
- 8 avril 1903 - † 13 mai 1926 : Libert H. Boeynaems, picpucien, vicaire apostolique des Îles Hawaï ;
- 13 mai 1926 - † 9 novembre 1940 : Stephen Alencastre, picpucien, vicaire apostolique des Îles Hawaï.

### Évêques
- 20 mai 1941 - † 19 juin 1968 : James J. Sweeney ;
- 6 mars 1968 - 30 juin 1981 : John J. Scanlan ;
- 13 mai 1982 - 12 octobre 1993 : Joseph A. Ferrario ;
- 12 octobre 1993 - 29 novembre 1994 : siège vacant ;
- 29 novembre 1994 - 31 mars 2004 : Francis-Xavier DiLorenzo ;
- 31 mars 2004 - 17 mai 2005 : siège vacant ;
- depuis le 17 mai 2005 : Clarence Richard Silva (en).